# Rogslösa
Rogslösa is een plaats in de gemeente Vadstena in het landschap Östergötland en de provincie Östergötlands län in Zweden. De plaats heeft 105 inwoners (2005) en een oppervlakte van 19 hectare.